# Mijaíl Bondarenko
Mijaíl Zajárovich Bondarenko (en ucraniano: Миха́йло Заха́рович Бондаре́нко, en ruso: Михаи́л Заха́рович Бондаре́нко; Bogdazovka, Imperio ruso, 20 de octubre de 1913 – Oława, Polonia, 27 de julio de 1947) fue un navegante aéreo y comandante de escuadrón del 198.º Regimiento de Aviación de Asalto de la Fuerza Aérea Soviética durante la Segunda Guerra Mundial que recibió dos veces el título de Héroe de la Unión Soviética por sus incursiones de ataque a tierra en el avión Ilyushin Il-2 «Sturmovik» durante la guerra.

## Biografía

### Infancia y juventud
Bondarenko nació el 20 de octubre de 1913 en la pequeña localidad rural de Bogdánovka, en la gobernación de Poltava en lo que entonces era parte del Imperio ruso (actualmente en el óblast de Kiev, Ucrania), en el seno de una familia de campesinos ucranianos. En 1929 completó su séptimo grado en la escuela local, después comenzó a asistir a la escuela de comercio. Después de graduarse en la escuela de oficios de la Fábrica Arsenal en Kiev en 1933, comenzó a trabajar como herrero, pero dejó el trabajo en 1934 para continuar su educación en el Colegio Técnico Ferroviario de Kiev, donde se graduó en 1936. Ese mismo año completó su entrenamiento en el club de vuelo local antes de ingresar en el Ejército Rojo en agosto de 1936. Fue estudiante en la Escuela de Pilotos de Aviación Militar de Járkov hasta 1937 y luego en la Escuela de Pilotos de Aviación Militar de Kachin hasta 1939, posteriormente fue asignado al 34.º Regimiento de Aviación de Caza. La unidad tenía su base en Moscú y estaba equipada con cazas I-16 e I-15B.
En marzo de 1940 fue enviado al frente de la Guerra de Invierno como parte del 148.º Regimiento de Cazas, pero solo realizó 17 salidas de combate antes del final del conflicto. Después del fin de la guerra, permaneció en la unidad y ascendió de piloto júnior a asistente de navegación de escuadrón. Justo un mes antes del inicio de la invasión alemana de la Unión Soviética, se convirtió en comandante de vuelo en el 241.º Regimiento de Aviación de Ataque acantonado en el Distrito Militar Especial del Báltico en la ciudad de Jelgava (RSS de Letonia).

### Segunda Guerra Mundial
Tomó parte activa desde el primer mes de la guerra contra la Alemania nazi. Hizo quince salidas de combate en el caza biplano Polikárpov I-153 durante la defensa de los países bálticos. Después de sufrir una conmoción cerebral, el 4 de julio de 1941, cuando se vio obligado a realizar un aterrizaje de emergencia por la noche después de ser alcanzado por fuego enemigo, fue enviado a un hospital militar en Vorónezh. Una vez que salió del hospital, comenzó a entrenarse para volar el nuevo Ilyushin Il-2, un avión de ataque a tierra. Como uno de los primeros pilotos entrenados para pilotarlo, fue asignado como comandante de vuelo al 198.º Regimiento de Aviación de Ataque, donde pronto fue ascendido a comandante de escuadrón.
El 4 de octubre de 1941 realizó dos misiones de combate muy exitosas; en la primera eliminó ocho tanques y seis vehículos, y después de regresar a la base para recargar municiones, eliminó al menos diez tanques más y docenas de soldados enemigos. Al día siguiente, voló en un ataque contra una columna de tanques en la que destruyó ocho tanques, más de una docena de vehículos y mató a más de 100 soldados alemanes. Rápidamente realizó al menos treinta y tres salidas de combate en el Il-2 y fue nominado primero para el título de Héroe de la Unión Soviética el 29 de octubre de 1941, pero la nominación no se aprobó. Durante esas misiones, se le atribuyó la eliminación de un total de 30 tanques, 65 camiones y 750 enemigos.
Durante un enfrentamiento el 31 de marzo de 1942, su avión fue alcanzado por cazas alemanes, lo que le provocó una conmoción cerebral y le hirió en la pierna; pero a pesar de haber sido derribado once veces desde que se entrenó en el manejo del II-2 hasta abril de 1942, logró regresar a su base aérea después de cada ataque. Como comandante de escuadrón, fue nominado para el título de Héroe de la Unión Soviética el 16 de abril de 1942 por sus primeras 63 misiones, de las cuales 48 fueron en el Il-2. Recibió su primera Estrella de oro el 6 de junio de 1942. Fue nominado nuevamente para el título en otoño y recibió una segunda Estrella de Oro el 24 de agosto de 1943. En diciembre de 1942, mientras su nominación aún estaba pendiente, se convirtió en Piloto-Inspector de Técnicas de Pilotaje del 3.er Cuerpo de Aviación de Ataque.
Durante una misión el 8 de junio de 1943, Bondarenko y su artillero fueron derribados y gravemente heridos después de ser atacados varias veces por aviones enemigos. A pesar de los graves daños sufridos por el avión, logró llegar a territorio amigo. Después de recibir su segunda estrella de oro el 24 de agosto de 1943. En total, durante la guerra, realizó 94 misiones de combate (15 en el caza biplano I-153 y 79 en el avión de ataque Il-2) y derribó un avión enemigo. La mayor parte de sus misiones tuvieron lugar durante las batallas de Rjev.

### Posguerra

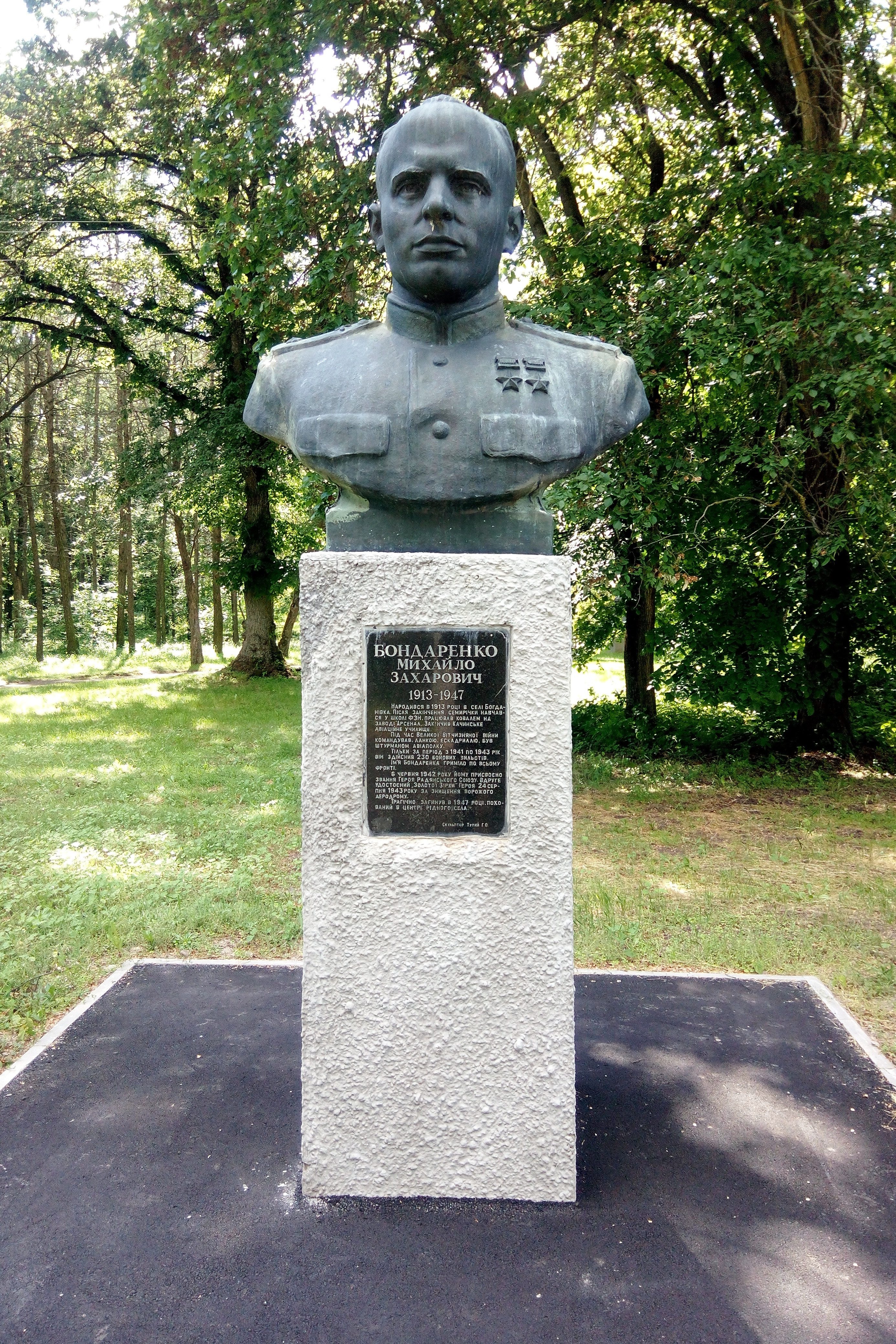
Busto de bronce de Mijáil Bondarenko en Yagotyn (Ucrania)

Bondarenko permaneció en el servicio activo en el ejército después de la guerra y asistió a la Academia Militar de la Fuerza Aérea en Mónino (cerca de Moscú), donde se graduó a principios de 1947. Luego fue puesto al mando del 103.º Regimiento de Aviación de Ataque, que utilizó el II-2. No estuvo al mando de la unidad durante mucho tiempo ya que murió ahogado en Oława (Polonia), mientras nadaba en el río Oder el 27 de julio de 1947 y fue enterrado en su localidad natal de Bogdánovka.

## Condecoraciones
A lo largo de su carrera militar Mijáil Bondarenko fue galardonado con las siguientes condecoraciones
|  | Héroe de la Unión Soviética, dos veces (N.º 587; 6 de junio de 1942 y N.º 7; 24 de agosto de 1943) |
|  | Orden de Lenin, dos veces (5 de diciembre de 1941 y 6 de junio de 1942)                            |
|  | Orden de la Bandera Roja, dos veces (6 de noviembre de 1941 y 23 de septiembre de 1942)            |
|  | Medalla por el Servicio de Combate (5 de noviembre de 1946)                                        |
|  | Medalla por la Defensa de Moscú                                                                    |
|  | Medalla por la Victoria sobre Alemania en la Gran Guerra Patria 1941-1945                          |